# Coryssocnemis tigra
Coryssocnemis tigra là một loài nhện trong họ Pholcidae. Loài này được phát hiện ở Honduras.